# 1585

## Родени
- януари – Хендрик Аверкамп, холандски художник
- 9 септември – Ришельо, френски политик
- 9 септември – Арман Жан дю Плеси дьо Ришельо, френски политик
- 8 октомври – Хайнрих Шюц,

## Починали
- 10 април – Григорий XIII, Римски папа
- 6 август – Ермак Тимофеевич, казашки военачалник
- 27 декември – Пиер дьо Ронсар, френски поет